# هاینز بک
هاینز بک (انگلیسی: Heinz Beck; ۱۹ اوت ۱۹۲۸ – ۱۲ دسامبر ۲۰۰۶) بازیکن فوتبال اهل آلمان بود.
از باشگاه‌هایی که در آن بازی کرده‌است می‌توان به باشگاه فوتبال کارلسروهه اشاره کرد.